# Ningming
Ningming (auf Zhuang Ningzmingz Yen, chinesisch 寧明縣 / 宁明县, Pinyin Níngmíng Xiàn) ist ein Kreis der bezirksfreien Stadt Chongzuo im Autonomen Gebiet Guangxi der Zhuang in der Volksrepublik China. Die Fläche beträgt 3.708 Quadratkilometer und die Einwohnerzahl 355.900 (Stand: 2018).
Von historischer und touristischer großer Bedeutung sind in Ningming die Huashan-Felsbilder (Huashan yanhua 花山岩画) aus der Zeit der Streitenden Reiche bis Östlichen Han-Dynastie, welche an den Flüssen Minjiang und Zujiang nahe der Ortschaft Ningming liegen. Die Felsbilder stehen seit 1988 auf der Liste der Denkmäler der Volksrepublik China (3-165) und wurden 2016 von der UNESCO als Weltkulturerbe anerkannt.
Koordinaten: 22° 8′ N, 107° 4′ O